# Зидды
Зидди (тадж. Зиддӣ) — посёлок в Пенджикентском районе Согдийской области Таджикистана.
Административно входит в состав джамоата Ёри. Расположен в 35 километрах от центра Пенджикентского района.